# (38565) 1999 VY145
1999 VY145 (asteroide 38565) é um asteroide da cintura principal. Possui uma excentricidade de 0.22267580 e uma inclinação de 5.19167º.
Este asteroide foi descoberto no dia 12 de novembro de 1999 por LINEAR em Socorro.